# Прорыв дамбы в Брумадинью
Прорыв дамбы в Брумадинью произошёл 25 января 2019 года вследствие катастрофического повреждения хвостохранилища на железнорудной шахте в городе Брумадинью бразильского штата Минас-Жерайс. Владельцем дамбы была компания Vale, она же была ответственна за аварию на дамбе в Бенту-Родригесе в 2015 году. Плотина 1 пропустила наносы грязи, распространившиеся на дома в пригородной сельской местности.

## Прорыв

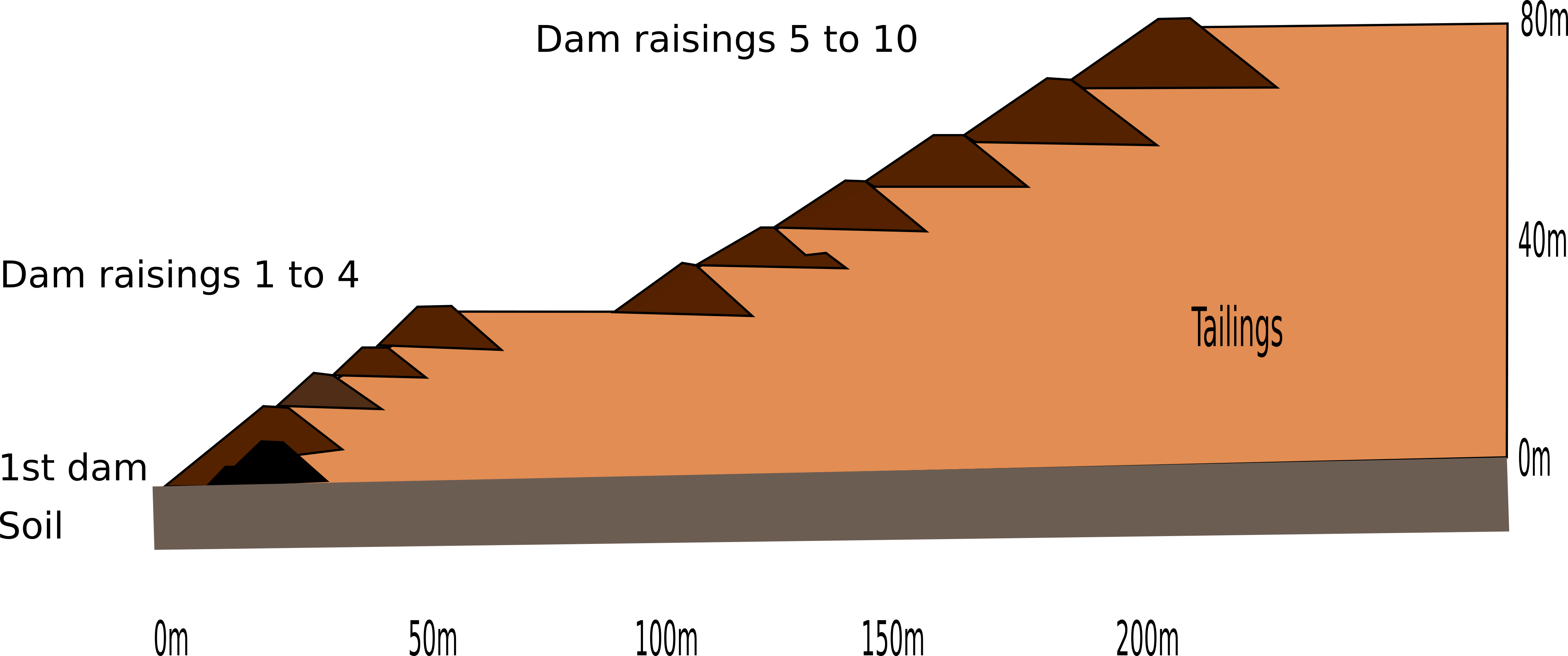
Срез разрушенной дамбы

Прорыв произошёл в полдень, тогда же селевая масса накрыла административную территорию шахты, где обедали сотни рабочих. Вскоре разрушению подверглись все прилежащие к берегам объекты в нижележащей долине реки Каза-Бранка. Промышленная, гуманитарная и экологическая катастрофа привела к гибели 259 человек и исчезновению 11 человек.
Институт Инготим, крупнейший музей под открытым небом в мире, расположенный в Брумадинью, был эвакуирован в рамках выполнения мер безопасности.

## Последствия

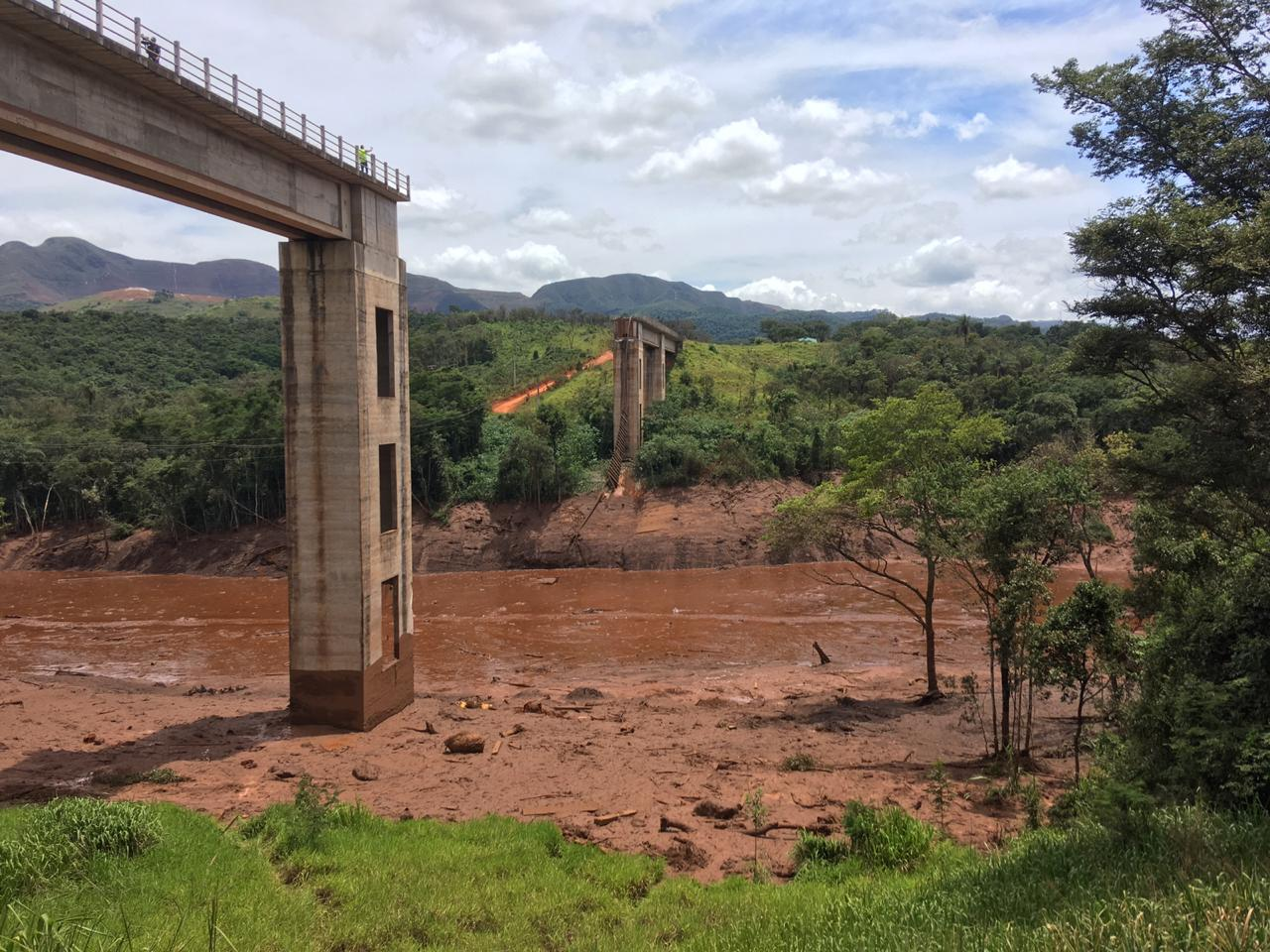
Снесённый железнодорожный мост

Отдел, ответственный за инспектирование добывающей деятельности в штате Минас-Жерайс, на момент аварии в Мариани в ноябре 2015 года находился под угрозой увольнения ещё 40 % штатных работников в ближайшие два года. 
Прорыв плотины в Брумадинью произошёл через три года после катастрофы в Мариани. Через день после прорыва плотины в Брумадинью IBAMA анонсировал штраф компании Vale в размере 250 млн реалов.
Эксперты утверждают, что Бразилия страдает из-за слабых регулирующих структур и пробелов в регулирующем законодательстве, которые становятся причиной безнаказанности руководящих лиц. За три года, прошедших после аварии в Мариани, компании, ответственные за экологическую катастрофу, выплатили всего 3,4 % штрафов из присуждённых 785 млн реалов.

## Реакция
Президент Бразилии, Жаир Болсонару, отреагировал на трагедию, отправив трёх своих министров для наблюдения за спасательными операциями. Губернатор штата Минас-Жерайс Ромеу Зема объявил о создании рабочей группы из десятков пожарных, прибывших в Брумадинью для спасения жертв катастрофы.